# 루부클링가우

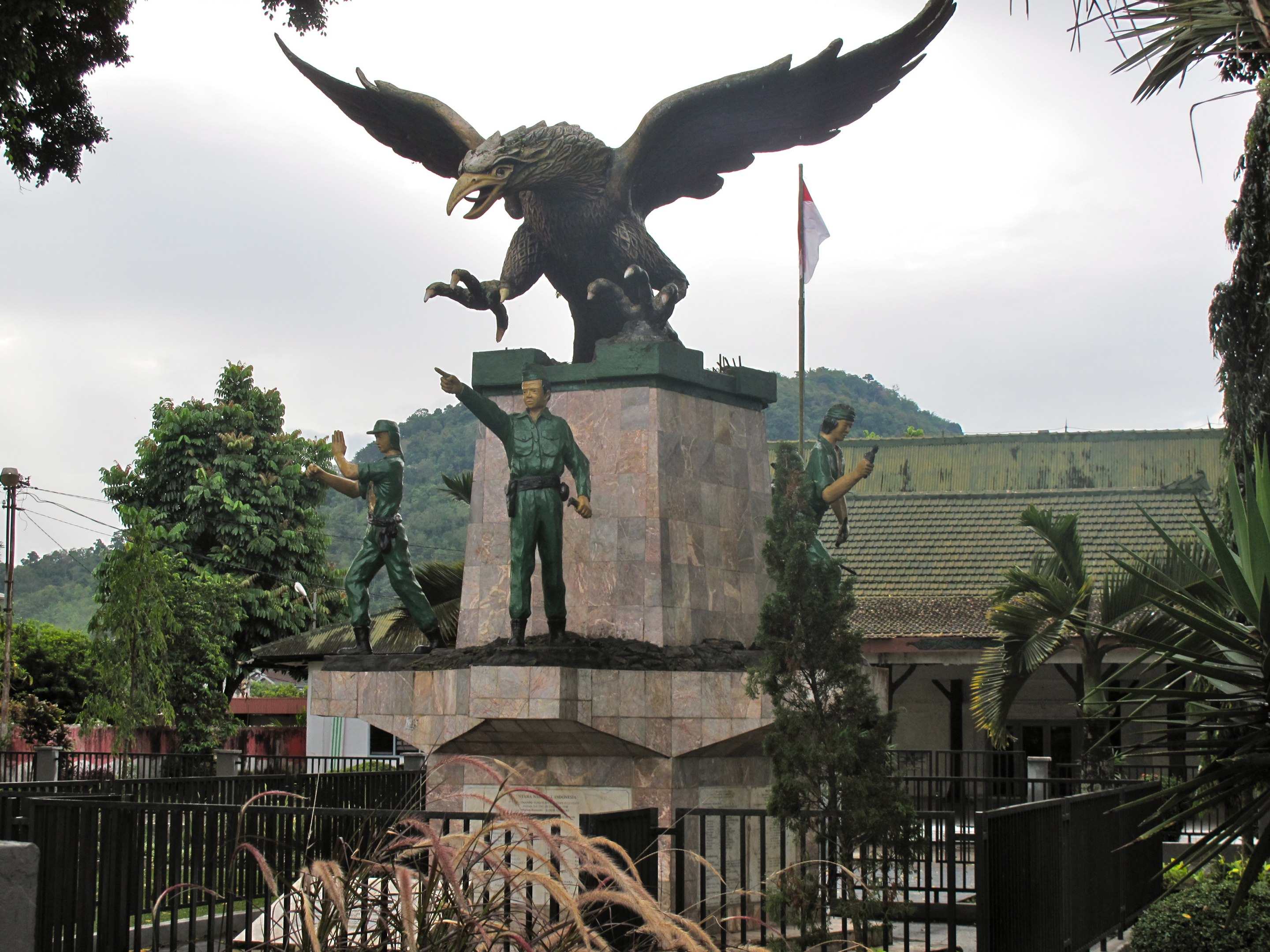
루부클링가우

루부클링가우(인도네시아어: Lubuklinggau, 자위 문자: لوبوکليڠڬاو)는 인도네시아 수마트라슬라탄주의 도시로 면적은 419.80km2, 인구는 216,064명(2010년 기준), 인구 밀도는 510명/km2이다.

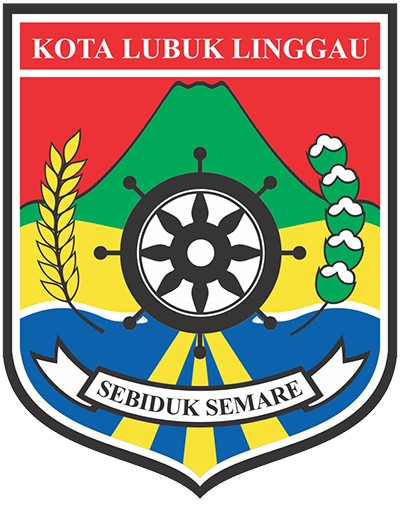
시 문장